# 前田勇 (陸軍軍人)
前田 勇（まえだ いさむ、1879年（明治12年）1月23日 - 1967年（昭和42年）12月22日）は、明治後期から昭和前期の陸軍軍人、政治家、華族。最終階級は陸軍大佐。貴族院男爵議員。

## 経歴

### 生い立ち
加藤謙治の三男として生まれ、陸軍中将である前田隆礼の娘婿として養嗣子となる。1900年（明治33年）11月21日、陸軍士官学校（12期）を卒業。翌年6月25日、歩兵少尉に任官した。1907年（明治40年）10月2日、養父の功により男爵を叙爵した。

### 軍歴
歩兵第68連隊中隊長、歩兵第57連隊大隊長、第1師団副官、関東軍副官、盛岡連隊区司令官などを歴任。1924年（大正13年）、歩兵大佐に昇進。その後、第16師団司令部付となり京都府立医科大学配属将校となった。1928年（昭和3年）、予備役に編入された。

### 政界歴
1937年（昭和12年）1月16日、貴族院男爵議員補欠選挙で貴族院議員に選出された。1939年（昭和14年）7月10日に第8回貴族院男爵議員選挙で貴族院議員に連続当選を果たした。貴族院では公正会に属した。1946年（昭和21年）4月15日、貴族院議員を辞職した。また、岡本工業顧問を勤めた。

## 栄典
位階
- 1901年（明治34年）10月10日 - 正八位[11]
- 1912年（大正2年）11月10日 - 正五位[12]
- 1928年（昭和3年）9月28日 - 正四位[13]

勲章等
- 1907年（明治40年）8月30日 - 男爵[14]

## 親族
- 妻 前田クニ - 養父長女[1]
- 長男 前田隆一 - 数学教師、第八高等学校教授、文部省督学官、海軍南方司政官、大阪書籍社長[15]。
- 次男　前田利直 - 大阪書籍勤務[要出典]。妻の芙美子は関西の大地主芝川又四郎の娘[要出典]。
- 三男 前田正男 - 前田正実（陸軍中将）の養子。参議院議員[16]。
  - 孫 前田武志 - 隆一の二男。衆議院議員、参議院議員[16]。